# كهنة كن (بدرانلو)
كهنة كن (بالفارسية: کهنه کن) هي قرية تقع في إيران في قسم بدرانلو الريفي. يقدر عدد سكانها بـ 15 نسمة .